# 韦鲁阿波
韦鲁阿波（義大利語：Verrua Po），是意大利帕维亚省的一个市镇。总面积11.26平方公里，人口1295人，人口密度115.0人/平方公里（2009年）。国家统计（ISTAT）代码为018175。